# Jonathan Palmer
Jonathan Charles Palmer ou apenas Jonathan Palmer (Londres, 7 de novembro de 1956) é um empresário e ex-piloto britânico de Fórmula 1.

## Carreira
Educado no Brighton College, Palmer venceu o Campeonato Britânico de Fórmula 3 em 1981 e o campeonato de Fórmula 2 de 1983. Estreou na Fórmula 1 em 25 de setembro de 1983, pela Williams. Foi para a equipe RAM em 1984 ao lado de outro estreante, o francês Philippe Alliot. No campeonato de 1985, ele foi para a equipe alemã Zakspeed, ficando nela até 1986, com um 8º lugar no GP de Detroit como seu melhor resultado.
Para 1987, fechou com a Tyrrell. Na tradicional equipe inglesa, ele pontuou pela primeira vez na carreira com os dois pontos no GP de Mônaco e terminou o ano em 11º lugar, com 7 pontos. Porém, ele foi o campeão no Troféu Jim Clark, (para pilotos que não utilizava motores turbo), tendo o francês Philippe Streiff, seu companheiro de equipe e seu maior rival, logo atrás. Continuou na equipe em 1988, dividindo os boxes com o compatriota e estreante Julian Bailey. Palmer terminou o ano com 5 pontos e o 14º lugar na classificação final. Em 1989, pelo terceiro ano consecutivo na equipe inglesa, teve como companheiro de equipe o italiano Michele Alboreto. 
Mesmo com o inglês tendo marcado 1 ponto no GP de San Marino, foi ofuscado pelo ex-piloto ferrarista com o 3º lugar no GP do México. No GP do Canadá, marcou a volta mais rápida da prova, a única na carreira. Para o GP da França, Ken Tyrrell dispensava Alboreto e convocava o francês Jean Alesi, vindo da Fórmula 3000 e com o patrocínio da Camel. Superado nos treinos e corridas pelo jovem francês, Palmer sentiu que o seu tempo estava terminando na categoria máxima da velocidade. Prestes a completar 33 anos, não conseguiu se classificar para o GP da Austrália. O piloto inglês ficou a apenas 37 milésimos da 26ª posição, a última do grid. Com 83 corridas no currículo, num total de 14 pontos, tendo um 4º lugar o seu melhor resultado e uma volta mais rápida, ele encerrava parcialmente a sua carreira. 
A derradeira experiência com carros de Fórmula 1 foi na McLaren, em 1990, exercendo o cargo de piloto de testes. Permaneceu na equipe de Woking até 1993, quando pendurou de vez o capacete.
Antes de optar por uma carreira como piloto de corrida, Palmer formou-se e trabalhou como médico em Londres.
Depois de retirar-se das corridas, Jonathan foi trabalhar como comentarista pela BBC no meio do ano de 1993 em substituição a James Hunt, falecido em decorrência de um ataque cardíaco logo após o GP do Canadá. Embora seus comentários ao lado do veterano Murray Walker fossem inteligentes e articulados, quando a cobertura foi mudada para a ITV em 1997, foi substituído pelo compatriota Martin Brundle.
Palmer foi imitado por Jonathan Kern, um vigarista internacional que usou seu nome por toda a Europa e Estados Unidos da América. Ele foi também o nome por trás da série monoposto de Fórmula Palmer Audi no Reino Unido e administrou a carreira de seu primeiro campeão, Justin Wilson, por algum tempo.
A MotorSport Vision, uma companhia chefiada por Palmer, possui alguns circuitos de corridas de automóveis no Reino Unido. Dentre eles estão: Brands Hatch, Snetterton, Cadwell Park, Oulton Park e Bedford Autodrome.
É pai do também piloto Jolyon Palmer.

## Todos os resultados de Jonathan Palmer na Fórmula 1
(legenda) (Corrida em itálico indica volta mais rápida)
| Ano  | Equipe                      | Chassis        | Motor                    | Pneus | 1       | 2       | 3       | 4       | 5       | 6       | 7       | 8       | 9       | 10      | 11      | 12      | 13      | 14      | 15      | 16      | Pontos | Posição  |
| ---- | --------------------------- | -------------- | ------------------------ | ----- | ------- | ------- | ------- | ------- | ------- | ------- | ------- | ------- | ------- | ------- | ------- | ------- | ------- | ------- | ------- | ------- | ------ | -------- |
| 1983 | TAG Williams Team           | Williams FW08C | Ford DFV V8              | G     |         |         |         |         |         |         |         |         |         |         |         |         |         |         | EUR 13º |         | 0      | NC (31º) |
| 1984 | Skoal Bandit Formula 1 Team | RAM 01         | Hart 415T L4 Turbo       | P     | BRA 8º  | AFS Ret |         |         |         |         |         |         |         |         |         |         |         |         |         |         | 0      | NC (27º) |
| 1984 | Skoal Bandit Formula 1 Team | RAM 02         | Hart 415T L4 Turbo       | P     |         |         | BEL 10º | SMR 9º  | FRA 13º | MON NQ  |         | DET Ret | DAL Ret | GBR Ret | ALE Ret | AUT 9º  | PAB 9º  | ITA Ret | EUR Ret | POR Ret | 0      | NC (27º) |
| 1985 | West Zakspeed Racing        | Zakspeed 841   | Zakspeed 1500/4 L4 Turbo | G     |         | POR Ret | SMR NP  | MON 11º |         |         | FRA Ret | GBR Ret | ALE Ret | AUT Ret | PAB Ret |         |         |         |         |         | 0      | NC (29º) |
| 1986 | West Zakspeed Racing        | Zakspeed 861   | Zakspeed 1500/4 L4 Turbo | G     | BRA Ret | ESP Ret | SMR Ret | MON 12º | BEL NC  | CAN Ret | DET 8º  | FRA Ret | GBR 9º  | ALE Ret | HUN 10º | AUT Ret | ITA Ret | POR 12º | MEX 10º | AUS 9º  | 0      | NC (22º) |
| 1987 | Data General Team Tyrrell   | Tyrrell DG016  | Ford DFZ V8              | G     | BRA 10º | SMR Ret | BEL Ret | MON 5º  | DET 11º | FRA 7º  | GBR 8º  | ALE 5º  | HUN 7º  | AUT 14º | ITA 14º | POR 10º | ESP Ret | MEX 7º  | JAP 8º  | AUS 4º  | 7      | 11º      |
| 1988 | Tyrrell Racing Organisation | Tyrrell 017    | Ford DFZ V8              | G     | BRA Ret | SMR 14º | MON 5º  | MEX NQ  | CAN 6º  | DET 5º  | FRA Ret | GBR Ret | ALE 11º | HUN Ret | BEL 12º | ITA NQ  | POR Ret | ESP Ret | JAP 12º | AUS Ret | 5      | 14º      |
| 1989 | Tyrrell Racing Organisation | Tyrrell 017B   | Ford DFR V8              | G     | BRA 7º  |         |         |         |         |         |         |         |         |         |         |         |         |         |         |         | 2      | 25º      |
| 1989 | Tyrrell Racing Organisation | Tyrrell 018    | Ford DFR V8              | G     |         | SMR 6º  | MON 9º  | MEX Ret | EUA 9º  | CAN Ret | FRA 10º | GBR Ret | ALE Ret | HUN 13º | BEL 14º | ITA Ret | POR 6º  | ESP 10º | JAP Ret | AUS NQ  | 2      | 25º      |

## 24 Horas de Le Mans
| Ano  | Time                         | Co-Drivers                 | Carro             | Clase | Laps | Pos. | Class Pos. |
| ---- | ---------------------------- | -------------------------- | ----------------- | ----- | ---- | ---- | ---------- |
| 1983 | Canon Racing GTi Engineering | Jan Lammers Richard Lloyd  | Porsche 956       | C     | 339  | 8th  | 8th        |
| 1984 | GTi Engineering              | Jan Lammers                | Porsche 956       | C1    | 239  | DNF  | DNF        |
| 1985 | Richard Lloyd Racing         | James Weaver Richard Lloyd | Porsche 956 GTi   | C1    | 371  | 2nd  | 2nd        |
| 1987 | Liqui Moly Equipe            | James Weaver Price Cobb    | Porsche 962C GTi  | C1    | 112  | DNF  | DNF        |
| 1990 | Joest Porsche Racing         | Bob Wollek Philippe Alliot | Porsche 962C      | C1    | –    | DNS  | DNS        |
| 1991 | Team Sauber Mercedes         | Stanley Dickens Kurt Thiim | Mercedes-Benz C11 | C1    | 223  | DNF  | DNF        |